# Бакштаг (стоячий такелаж)

Бакштаги

Бакшта́ги (нід. bakstag — «задній штаг») — снасті стоячого такелажу, що підтримують з боків і з корми (окрім діаметральної площини, де розташовуються ахтерштаги) рангоутні дерева, боканці, шлюпбалки, димові труби тощо.
Залежно від призначення бакштаги отримують додаткові назви:
- Бакштаги димової труби — утримують димар;
- Бакштаги в боканців — утримують боканці;
- Бом-утлегар-бакштаги — підтримують бом-утлегар з боків, проходять через ноки блінда-гафелів;
- Ватер-бакштаги — утримують з боків бушприт;
- Мартин-бакштаги — йдуть від нока мартин-гіка до бортів.
- Утлегар-бакштаги — підтримують утлегар з боків, проходять через ноки блінда-гафелів.

Бакштаги стеньг носять такі додаткові найменування:
- Фор-брам-бакштаги, фор-бом-брам-бакштаги, фор-трюм-бакштаги укріплюють рангоутне дерево фок-щогли.
- Грот-стень-бакштаги, грот-брам-бакштаги, грот-бом-брам-бакштаги, грот-трюм-бакштаги укріплюють рангоутне дерево грот-щогли.
- Крюйс-стень-бакштаги, крюйс-брам-бакштаги, крюйс-бом-брам-бакштаги укріплюють рангоутне дерево бізань-щогли.

На тендерах і ботиках на допомогу вантам основуються топ-бакштаги.
Еринс-бакштаги (фор-трисель-, грот-трисель- і бізань-) утримують гафель в діаметральній площині. Складаються зі закріпленого на ноку шкентеля з двома блоками, що утворюють талі (еринс-талі) з блоками, закріпленими на бортах.
На яхтах з косим вітрильним озброєнням для уможливлення переходу гіка з борту на борт при зміні галса нижні кінці бакштагів виконуються ковзаючими по рейці (погону) на палубі, натягуються за допомогою важелів або талів, або пропускаються через блоки.